# Харакири (фильм, 1962)
Хараки́ри (яп. 切腹, сэппуку; англ. Harakiri,) — фильм режиссёра Масаки Кобаяси, вышедший в 1962 году. Фильм получил Приз жюри Каннского кинофестиваля 1963 года. В 2011 году был снят ремейк этого фильма с использованием 3D-технологии.

## Сюжет
Период Эдо, правление сёгуната Токугава. 13 мая 1630 г. в поместье самурайского клана Ии приходит нищий ронин Хансиро Цугумо в поисках места для совершения харакири. Чем знатнее клан, тем почётнее считалось совершение харакири в его поместье. В те времена самураи, оказавшиеся без средств к существованию и будучи не в силах выносить позор нищеты, нередко просили знатные кланы о месте для харакири, надеясь, однако, что вместо этого им предложат службу или дадут денег. В свете этого советник клана, Кагэю Сайто, рассказывает Хансиро предостерегающую историю: некоторое время назад другой ронин, Мотомэ Тидзиива — из того же клана, что и Хансиро, — пришёл в поместье с такой же просьбой, и его вынудили довести дело до конца, даже когда выяснилось, что меч Мотомэ — бамбуковая имитация, поскольку свои настоящие мечи он продал. Мотомэ умер в страшных мучениях, пытаясь вспороть живот бамбуковым мечом. Но Хансиро, несмотря на предостережение, повторяет просьбу о харакири.
Готовясь к самоубийству, Цугумо рассказывает Сайто и вассалам клана свою историю. После того как дом его господина был уничтожен сёгунатом, его друг-самурай Дзинай Тидзиива — отец Мотомэ — совершил харакири. Вынужденный заботиться о Мотомэ и о собственной дочери Михо, Цугумо не мог покончить с собой, жил в нищете, занимался ремесленничеством. Позднее Мотомэ и Михо поженились, у них родился сын Кинго. Когда Михо и Кинго заболели, Мотомэ пошёл в поместье Ии якобы совершить харакири, чтобы добыть денег на врача. Вскоре после мучительной смерти Мотомэ Михо и Кинго умерли от болезни.
Затем Цугумо рассказывает, как выследил двух вассалов дома Ии, Хаято Ядзаки и Умэноскэ Кавабэ, легко победил их и опозорил, отрезав их косички. Третий вассал, Хикокуро Омодака, пришёл в дом Цугумо и вызвал его на дуэль, в ходе которой Цугумо сломал его меч. Вместо того чтобы достойно сдаться, Омодака продолжил сражение и также остался без косички.
По окончании рассказа советник Сайто в гневе приказывает вассалам убить Хансиро. В сражении Цугумо убивает четверых и ранит восьмерых, медленно погибая от ран. Когда прибывает новая группа вассалов с ружьями, Цугумо пытается совершить харакири, но его расстреливают. Ядзаки и Кавабэ приказано совершить харакири; выясняется, что Омодака уже покончил с собой. В официальном докладе указывается, что эти трое и четверо, сражённые в битве с Цугумо, умерли от болезни, дабы не распространился слух, что дом Ии опозорен ронином.

## В ролях
- Тацуя Накадай — Хансиро Цугумо
- Рэнтаро Микуни — Кагэю Сайто
- Акира Исихама — Мотомэ Тидзиива
- Сима Ивасита — Михо Цугумо
- Тэцуро Тамба — Хикокуро Омодака
- Масао Мисима — Танго Инаба
- Итиро Накатани — Хаято Ядзаки
- Кэй Сато — Масакадзу
- Ёсио Инаба — Дзинай Тидзиива
- Ёсиро Аоки — Умэноскэ Кавабэ